# Xã West Mahoning, Quận Indiana, Pennsylvania
Xã West Mahoning (tiếng Anh: West Mahoning Township) là một xã thuộc quận Indiana, tiểu bang Pennsylvania, Hoa Kỳ. Năm 2010, dân số của xã này là 1.357 người.